# Liste der Bodendenkmale in Plessa
In der Liste der Bodendenkmale in Plessa sind alle Bodendenkmale der brandenburgischen Gemeinde Plessa und ihrer Ortsteile aufgelistet. Grundlage ist die Veröffentlichung der Landesdenkmalliste mit dem Stand vom 31. Dezember 2021. Die Baudenkmale sind in der Liste der Baudenkmale in Plessa aufgeführt.
|    | Gemarkung        | Flur | Kurzansprache | Bodendenkmalnummer | Bemerkung | Bild |
| -- | ---------------- | ---- | --- | ------------------ | --------- | ---- |
| 1  | Döllingen (Lage) | 1    | Siedlung Urgeschichte, Siedlung römische Kaiserzeit                                                                                              | 20109              |           |      |
| 2  | Döllingen (Lage) | 1    | Siedlung Urgeschichte | 20110              |           |      |
| 3  | Döllingen (Lage) | 1    | Siedlung römische Kaiserzeit, Siedlung Bronzezeit, Siedlung Urgeschichte                                                                         | 20111              |           |      |
| 4  | Döllingen (Lage) | 3    | Siedlung Urgeschichte | 20112              |           |      |
| 5  | Döllingen (Lage) | 2    | Gräberfeld Bronzezeit | 20113              |           |      |
| 6  | Döllingen (Lage) | 1    | Friedhof deutsches Mittelalter, Friedhof Neuzeit, Dorfkern deutsches Mittelalter, Kirche Neuzeit, Dorfkern Neuzeit, Kirche deutsches Mittelalter | 20114              |           |      |
| 7  | Kahla (Lage)     | 5    | Siedlung Bronzezeit, Siedlung slawisches Mittelalter, Gräberfeld Bronzezeit, Rast- und Werkplatz Mesolithikum                                    | 20115              |           |      |
| 8  | Kahla (Lage)     | 6    | Siedlung Bronzezeit, Siedlung römische Kaiserzeit                                                                                                | 20116              |           |      |
| 9  | Kahla (Lage)     | 5    | Siedlung Eisenzeit, Siedlung römische Kaiserzeit, Siedlung Steinzeit                                                                             | 20117              |           |      |
| 10 | Kahla (Lage)     | 5    | Siedlung Steinzeit | 20118              |           |      |
| 11 | Kahla (Lage)     | 7    | Dorfkern Neuzeit, Kirche deutsches Mittelalter, Kirche Neuzeit, Friedhof Neuzeit, Dorfkern deutsches Mittelalter, Friedhof deutsches Mittelalter | 20119              |           |      |
| 12 | Plessa (Lage)    | 13   | Rast- und Werkplatz Mesolithikum | 20099              |           |      |
| 13 | Plessa (Lage)    | 13   | Siedlung Steinzeit | 20100              |           |      |
| 14 | Plessa (Lage)    | 10   | Mühle deutsches Mittelalter, Mühle Neuzeit | 20101              |           |      |
| 15 | Plessa (Lage)    | 3    | Dorfkern Neuzeit, Friedhof Neuzeit, Friedhof deutsches Mittelalter, Kirche deutsches Mittelalter, Kirche Neuzeit, Dorfkern deutsches Mittelalter | 20102              |           |      |
| 16 | Plessa (Lage)    | 4    | Siedlung Bronzezeit | 20169              |           |      |